# Cațavencu săptămânal incomod

Cațavencu internațional, nr. 1

Cațavencu - săptămânal incomod a fost o publicație lansată în februarie 1990 de Ovidiu Nacu, editată de Editura Cassandra în perioada februarie 1990 - octombrie 1991.
Din octombrie 1990 până în octombrie 1991, Editura Cassandra a editat și un al doilea săptămânal de profil, numit Cațavencu Internațional, îngrijit de aceeasi echipă și cu un aspect grafic asemănător. S-a vorbit despre două săptămânale sau despre un bisăptămânal.
Cațavencu - săptămânal incomod a fost condus în acest interval de Ovidiu Nacu, apoi de Ioan Groșan (redactori șef), Mihai Antonescu, apoi Liviu Mihaiu, Valentin Vasilescu (adjuncți), Adrian Bobu, Th. Denis Dinulescu, Doru Bușcu (secretari generali de redacție).

## Publicații ulterioare
În urma secesiunii produse în octombrie 1991 de echipa care a consacrat Cațavencu, a apărut săptămânalul Academia Cațavencu și așezământul cultural cu același nume, care au dovedit o longevitate și un impact superioare.
Cațavencu – săptămânal incomod a continuat să apară concomitent cu Academia Cațavencu vreme de câteva luni.
Mărcile înregistrate „Cațavencu – săptămânal incomod” și „Cațavencu Internațional” au fost reînnoite și sunt în continuare proprietatea Editurii Cassandra SRL.
După mai multe schimbări de proprietar, culminând cu dobândirea statutului de trust media, Academia Cațavencu a falimentat iar marca a fost cumpărată de către România liberă.
Echipa „Academiei” a lansat în 2011 săptămânalul „Cațavencii”. O altă secesiune avusese loc cu câțiva ani mai devreme, când a apărut săptămânalul „Kamikaze”.
În prezent, cele trei publicații apar concomitent, independent.